# Lithops aucampiae
Lithops aucampiae är en isörtsväxtart. Lithops aucampiae ingår i släktet Lithops och familjen isörtsväxter.

## Underarter
Arten delas in i följande underarter:
- L. a. aucampiae
- L. a. euniciae
- L. a. koelemanii

## Bildgalleri

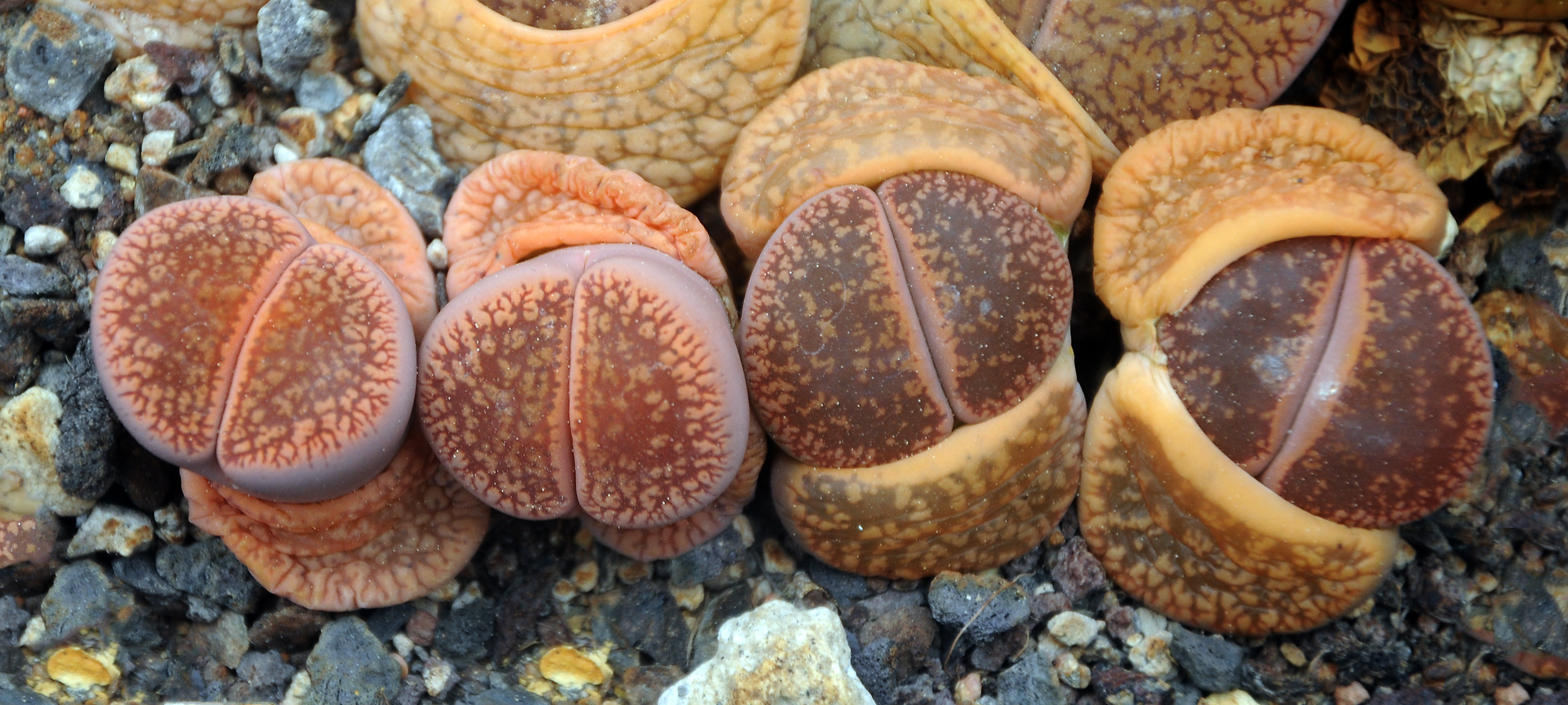
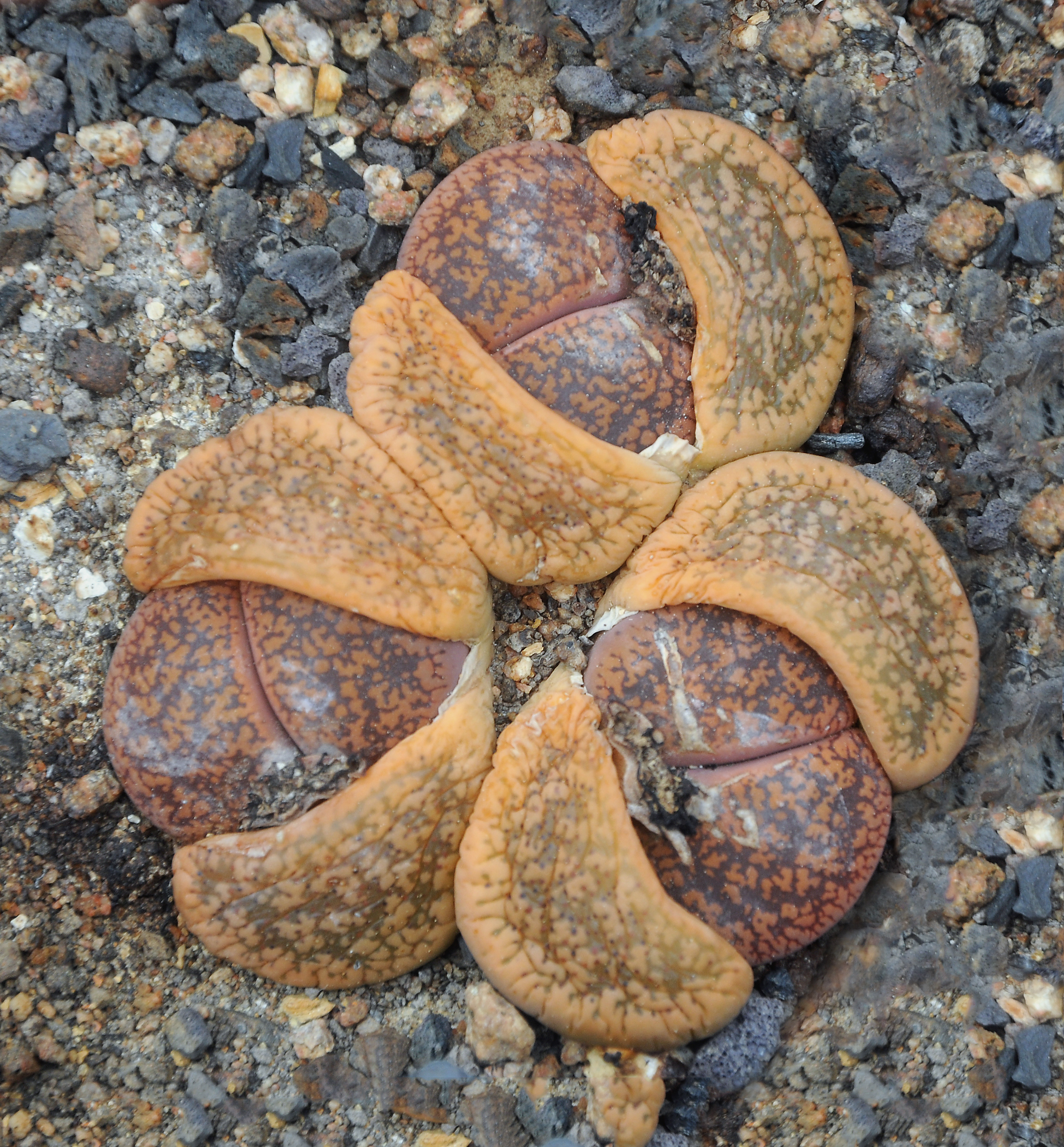
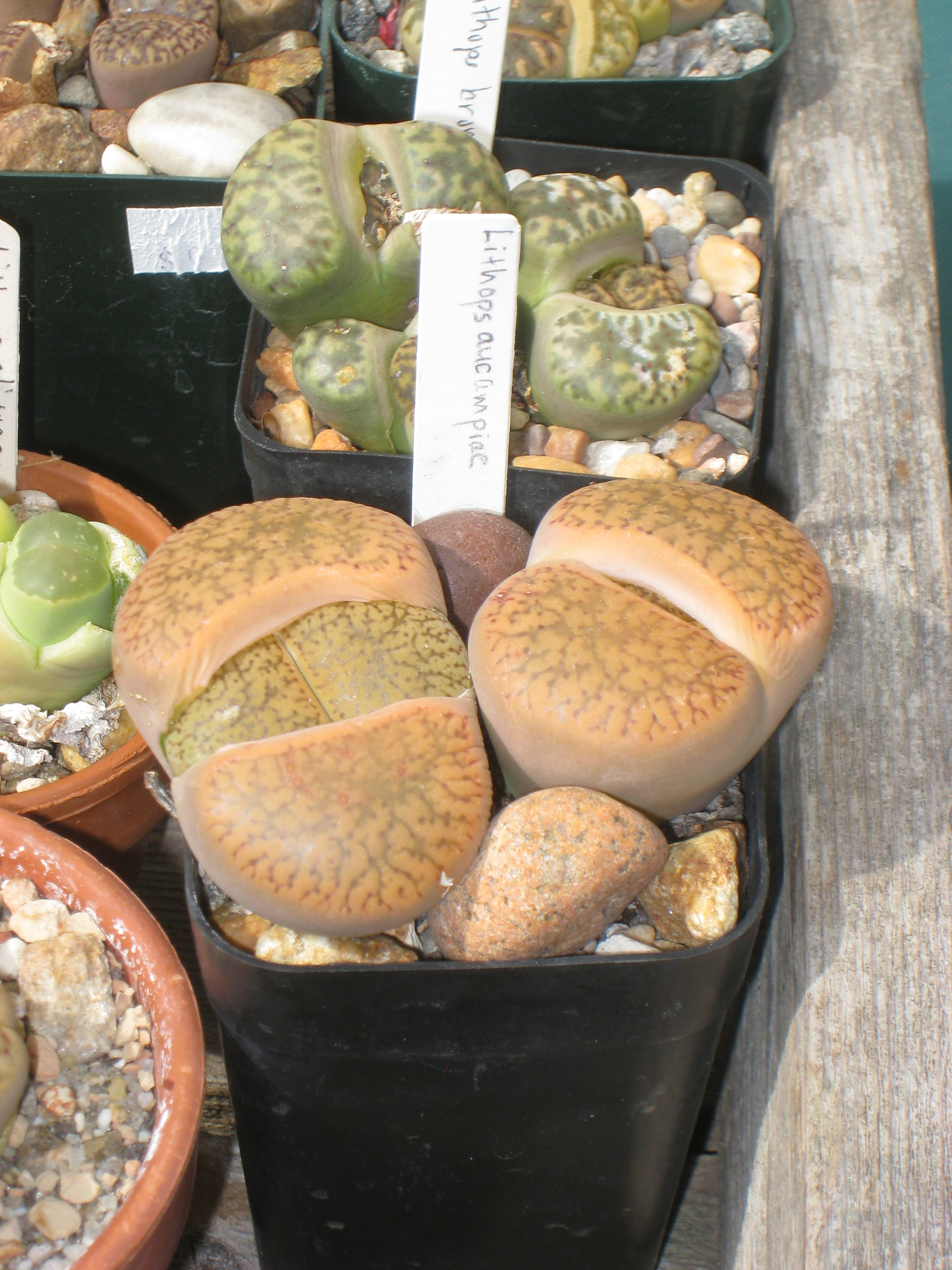
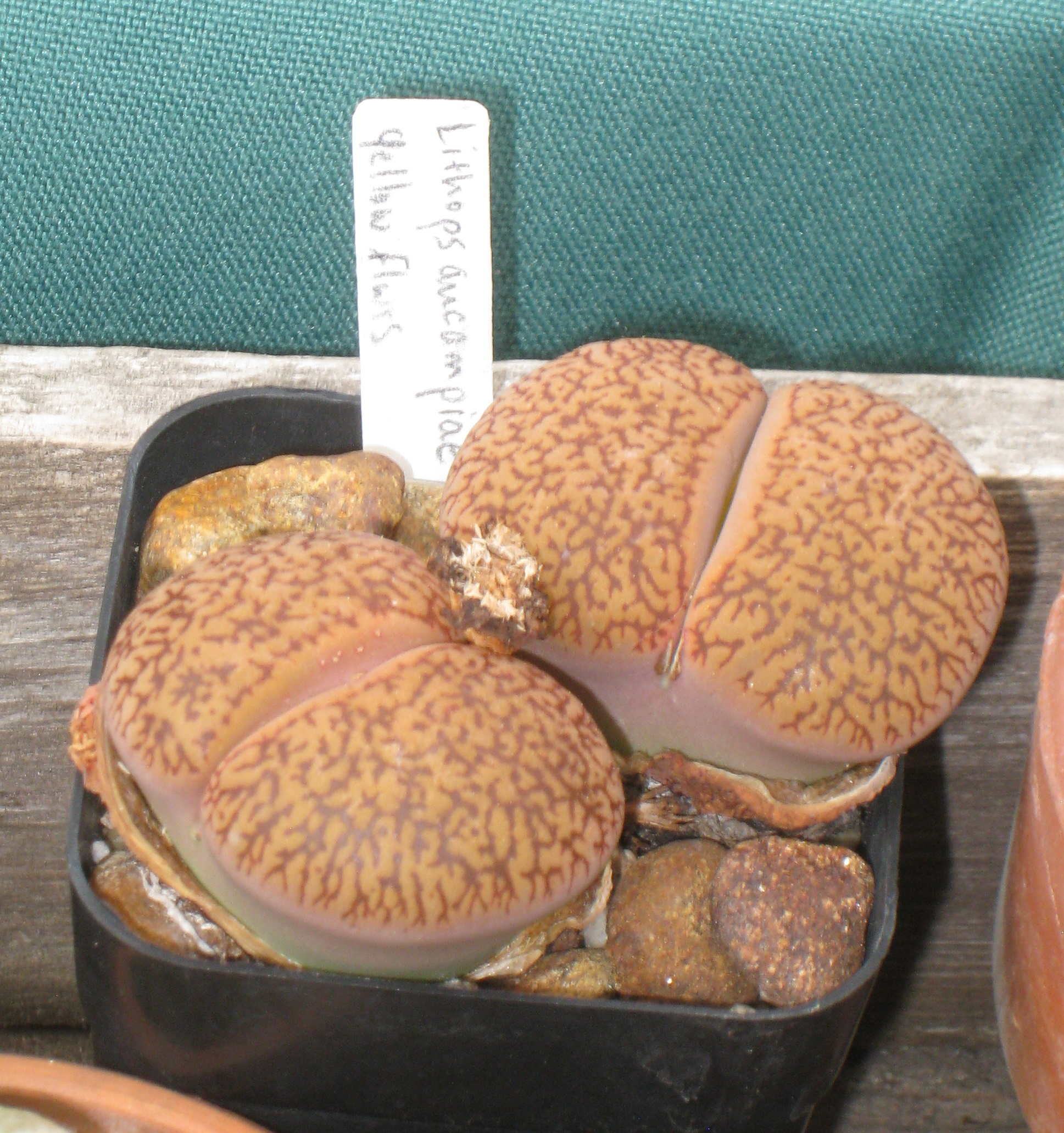
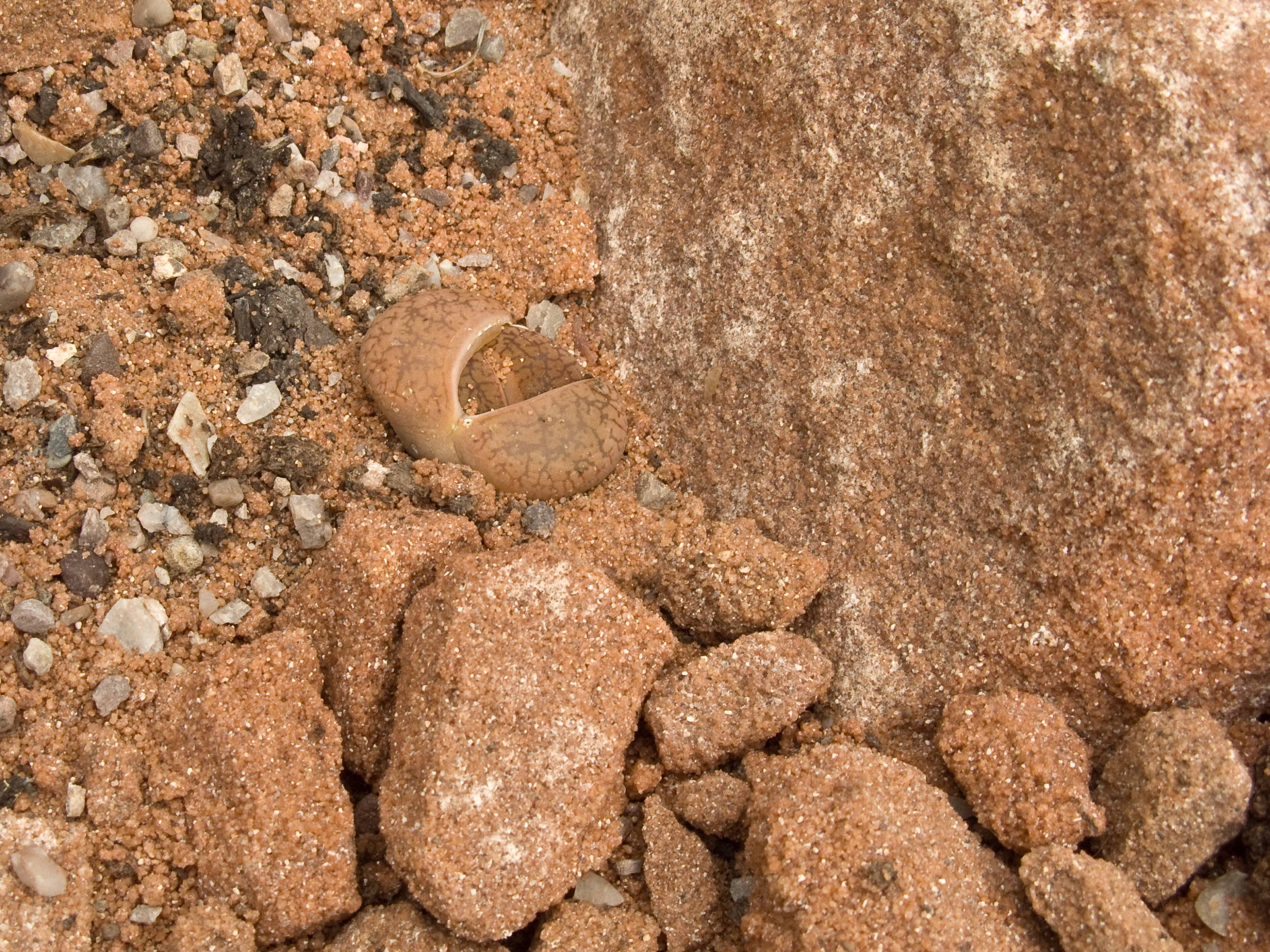
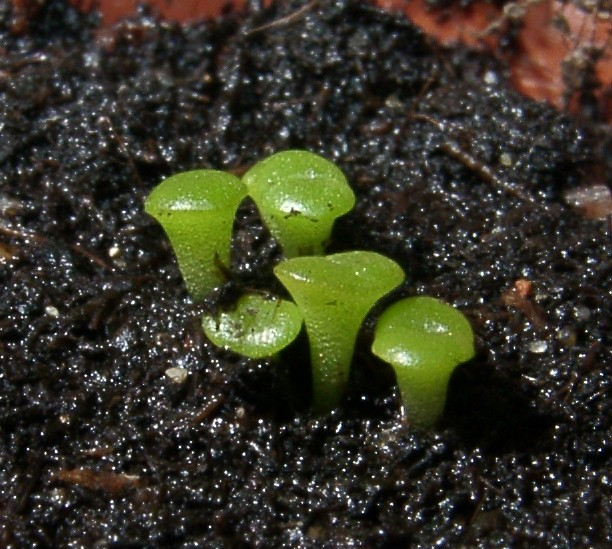